# Cladotanytarsus omanensis
Cladotanytarsus omanensis är en tvåvingeart som beskrevs av Peter Scott Cranston 1989. Cladotanytarsus omanensis ingår i släktet Cladotanytarsus och familjen fjädermyggor.
Artens utbredningsområde är Oman. Inga underarter finns listade i Catalogue of Life.